# Bocheński II
Bocheński II − polski herb szlachecki, odmiana herbu Rawicz z nobilitacji galicyjskiej.

## Opis herbu
Opis z wykorzystaniem zasad blazonowania, zaproponowanych przez Alfreda Znamierowskiego:
W polu złotym na niedźwiedziu czarnym, panna w sukni błękitnej i koronie złotej z rozpuszczonymi włosami i wzniesionymi rękoma.
Nad tarczą dwa hełmy w koronach z klejnotami: nad pierwszym pomiędzy dwoma rogami jelenimi pół niedźwiedzia czarnego, wspiętego, z różą czerwoną w prawej łapie w lewo, nad drugim 4 pióra strusie, złote i błękitne na przemian.

## Najwcześniejsze wzmianki
Nadany w 1849 braciom Feliksowi, Kazimierzowi, Franciszkowi, Wiktorynowi i Julianowi Bocheńskim przez Franciszka Józefa.

## Herbowni
Herb ten był herbem własnym, toteż do jego używania uprawniony jest tylko jeden ród herbownych:
Bocheński.